# Torre Saportella
La torre Saportella o Molí de la Torre és un edifici de Granyanella (Segarra) declarat bé cultural d'interès nacional.

## Descripció
Es tracta d'un gran casal senyorial fortificat situat a la dreta del riu Ondara. En els seus orígens, es va edificar com a molí, de dimensions més reduïdes i del qual només es conserva part de la torre situada al costat dret de la façana principal, que encara conserva algun element de defensa com ara les espitlleres; d'aquí que aquest edifici també sigui conegut com a Molí de la Torre.

La seva estructura és quadrada i està dividit en tres plantes ben diferenciades. A la planta inferior de la façana principal, trobem la porta d'entrada amb arc de mig punt adovellat, a la que se superposa l'escut nobiliari de la família Vilallonga, així com dues finestres de petites dimensions les quals corresponen a les estances dedicades a úsos agrícoles. A la segona planta trobem quatre finestres a la part esquerra de factura més austera i dos grans finestrals a la dreta, els quals presenten els brancals i marc superior motllurats.

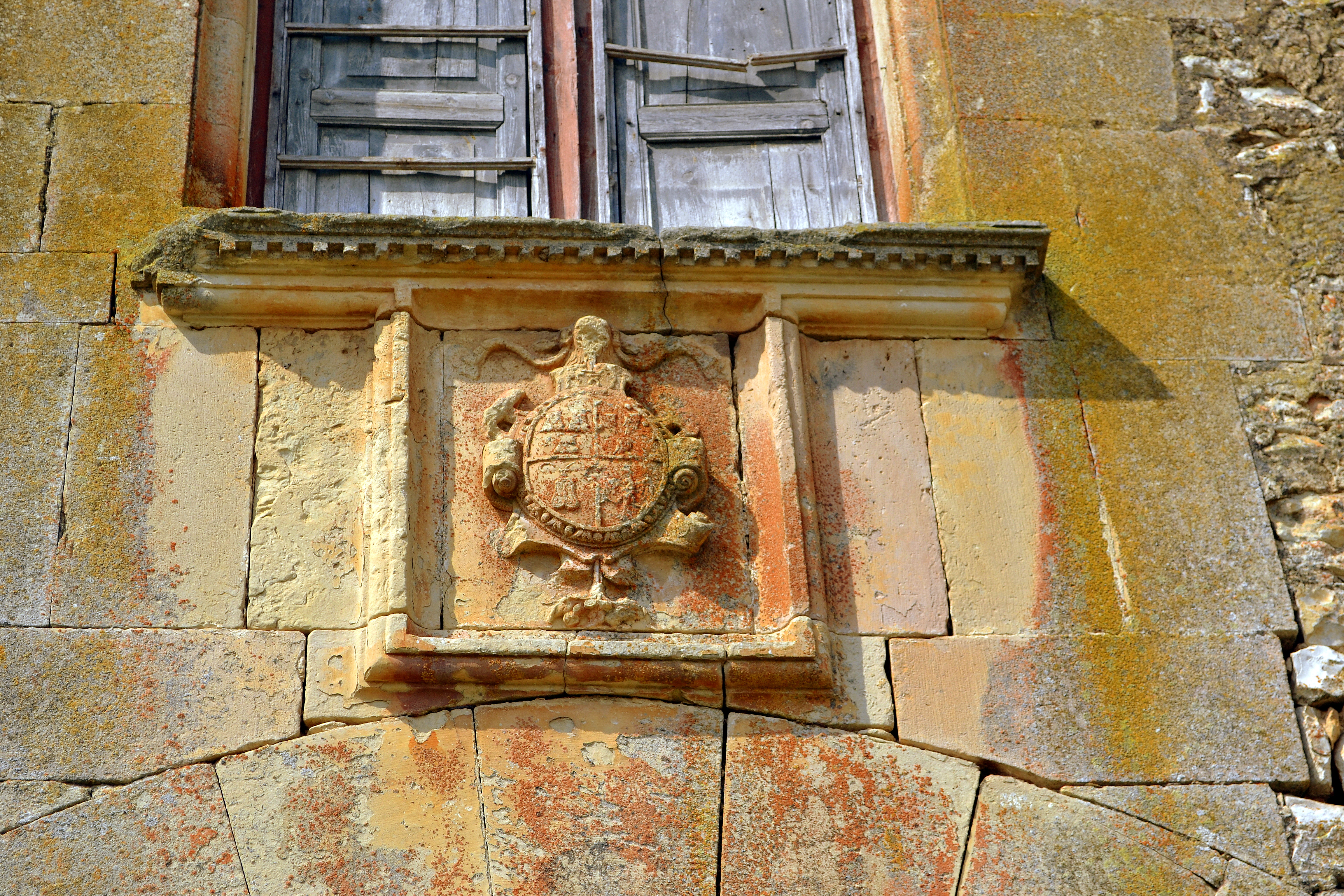
Escut nobiliari de la família Vilallonga

 També s'observa una tercera planta, visible a la part esquerra de l'edifici, amb dues finestres d'idèntica factura que les situades a la segona planta. A la façana lateral dreta, hi ha ubicats dos finestrals més, que presenten la mateixa factura i decoració que les situades a la dreta de la façana principal, amb els brancals i marc superior motllurats, i que segurament corresponien a la part noble de l'edifici, al mateix temps que a la seva dreta trobem les restes d'una altra torre circular, que juntament amb una altra torre situada a la façana esquerra, contemporànies a la construcció del casal o castell, i l'originària utilitzada com a molí, formaven un conjunt de tres torres les quals tenien una funció defensiva.
Pel que fa a la datació cal tenir en compte que, malgrat l'existència de construccions anteriors, al segle xvi o XVII s'aixecà un edifici gairebé de nova planta.

## Història
Aquesta torre, avui una gran casa senyorial fortificada de tipus renaixentista que es conserva en força mal estat prop del terme de Cervera, centrà històricament una partida autònoma o quadra del terme del castell de la Curullada. Els primers senyors coneguts d'aquesta quadra foren els Saportella, que prengueren el nom precisament d'aquesta fortalesa. Així, en el fogatjament de 1365-1370, la quadra de Saportella comptava amb 2 focs; en el de 1381, 3 focs i era propietat de «Johan Ça Portella». Els Saportella van tenir el domini del lloc fins al segle xvii, quan els Vilallonga esdevingueren senyors de la torre en casar Francesc de Vilallonga i de Xetmar (o Xammar), senyor d'Estaràs, amb Clemència de Saportella i de Vilaseca (o Vallseca). L'any 1708, Magí de Vilallonga i de Saportella, senyor d'Estaràs, fou nomenat comte de Vilallonga de Saportella per l'arxiduc Carles d'Àustria.